# Kościół św. Wojciecha w Koninie
Kościół św. Wojciecha w Koninie – kościół mieści się w konińskiej dzielnicy Morzysław przy ulicy Portowej. Należy do dekanatu konińskiego II. Jest budowlą wybudowaną w latach 1905–1914. W ścianie prezbiterium zachował się fragment wcześniejszej murowanej budowli z 1785, wzniesionej przez księdza Andrzeja Liszkowskiego.

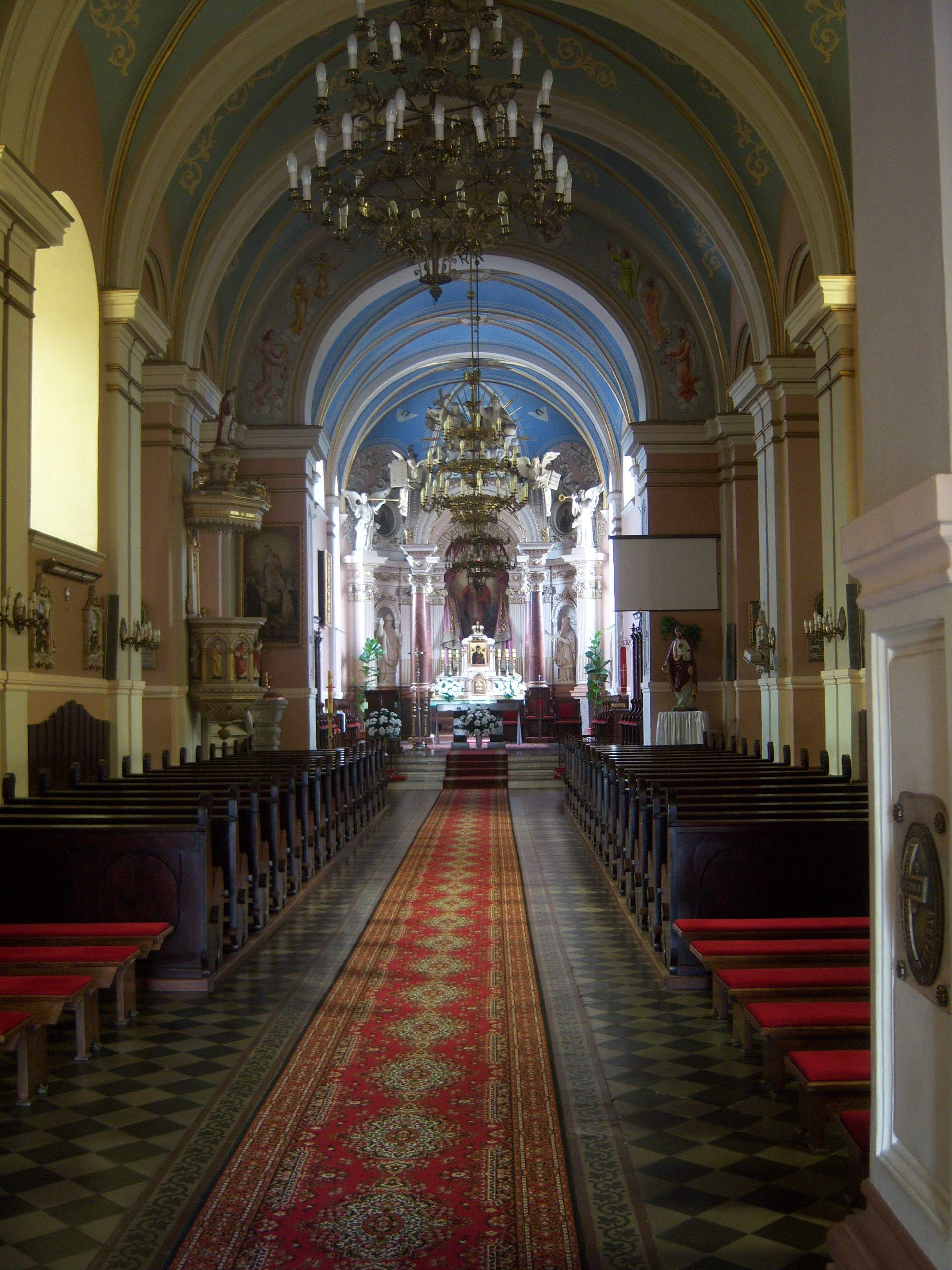
Wnętrze świątyni

## Historia
Świątynia została wybudowana przez księdza Stanisława Chmielewskiego. Plan budowy został przygotowany przez budowniczego powiatu konińskiego, pana Zacherta. Budowa rozpoczęła się w 1904 roku. Fundamenty budowli zostały poświęcone przez dziekana konińskiego księdza kanonika Władysława Jankowskiego. Prace obejmowały roboty murarskie, tynkowanie murów, oszklenie i położenie posadzki. W świątyni został zbudowany wielki ołtarz i cztery boczne w kaplicach, zostały one pokryte stiukiem, ozdobione figurami i ornamentacją z gipsu. Wnętrze budowli zostało wykonane według projektu pana Przewalskiego. Ołtarze były jeszcze wykańczane w latach międzywojennych. Piętnastogłosowe organy zostały zamontowane w 1912 roku przez warszawskiego organmistrza Wojciecha Gadkę. Została wykonana ambona i w prezbiterium zostały zamontowane ławki w kształcie stall. W świątyni zostało wstawionych dwanaście ławek z każdej strony, z kolei do zakrystii zostały wstawione szafy dębowe. Budowa świątyni zakończyła się w 1912 roku. Jest to budowla będąca mieszkanką stylów, ponieważ występują tu cechy renesansowe, barokowe i klasycystyczne. Chociaż później były wykonywane jeszcze inne prace, to świątynia została konsekrowana przez biskupa Stanisława Zdzitowieckiego w dniu 14 maja 1914 roku.